# 鍾離徇
鍾離 徇（しょうり じゅん、? - 279年もしくは280年）は、中国三国時代の呉の武将。揚州会稽郡山陰県の人。 父は鍾離牧。兄は鍾離禕・鍾離盛。

## 生涯
鍾離徇は、兵をあずかって部将となり、偏将軍の官を授けられて、西陵の守備にあたった。
監軍使者の唐盛と西陵一帯の土地の形勢を論じた際に、鍾離徇は、宜城と信陵とは建平郡の後ろ楯となる地点であるから、前もってそこに城を築いておかねば、敵が先にそこにのりこむことになるであろう、との意見を述べた。唐盛は、施績や留平といった知略を備えた名将たちがしばしばその地を通りながら、誰もそこに城を築くべきだといった者がないことから、鍾離徇の意見を取り上げなかった。それから半年が経って、西晋は果たせるかな部将を遣って来て信陵に城を築かせた。
晋の軍が呉の平定に向かって来たとき、鍾離徇は水軍の指揮官をつとめ、戦いの中で死んだという。